# Campionato FIA di Formula Regional Middle East
Il Campionato FIA di Formula Regional Middle East (in passato noto come Campionato FIA di Formula Regional Asia), è una serie automobilistica per monoposto in circuito, introdotta a partire dal 2018. La serie è approvata dalla FIA, nell'ambito del progetto di campionati F3 regionali, che fanno da livello intermedio nella carriera dei giovani piloti, nel passaggio tra i campionati di Formula 4 e il Campionato FIA di Formula 3 internazionale. L'esordio della categoria è avvenuto con un weekend di gare tra il 13 e il 15 luglio 2018 sul Circuito di Sepang.
Prima dell'edizione del 2023 il campionato cambia nome, dal Campionato FIA di Formula Regional Asia diventa Campionato FIA di Formula Regional Middle East, il motivo è che le corse avvenivano tutte in Medio Oriente.

## Aspetti tecnici

### La vettura
Trattandosi di un campionato monomarca, si compone di vetture tutte uguali costruite dall'azienda italiana Tatuus, mentre Autotecnica si occupa dei motori. Il telaio è il Tatuus F.3 T-318 in fibra di carbonio e rispetta i regolamenti attuali della Formula 3 FIA, compresa l'inclusione del sistema di sicurezza Halo.

### Specifiche tecniche
- Motore: Autotecnica Motori ATM AR-F3R quattro cilindri turbo Alfa Romeo 1750 TBi per 1742cc[5]
- Cambio: semi-automatico sequenziale a 6 velocità[5]
- Potenza: 270 CV[5]

## Aspetti sportivi
Ai primi nove piloti in classifica sono attribuiti punti validi per la superlicenza FIA, necessaria per correre in Formula 1, secondo il seguente schema:
| Posizione | 1º | 2º | 3º | 4º | 5º | 6º | 7º | 8º | 9º |
| --------- | -- | -- | -- | -- | -- | -- | -- | -- | -- |
| Punti     | 18 | 14 | 12 | 10 | 6  | 4  | 3  | 2  | 1  |

### Gare
Ogni weekend di gara è composto da due sessioni di prove libere il venerdì, una da 120 minuti e l'altra da 90 minuti, due sessioni di qualifica da 15 minuti e tre gare, di cui due il sabato e una la domenica, della durata di circa 30 minuti. Per stabilire la griglia di partenza della prima e della terza gara si utilizzano i risultati delle due qualifiche, mentre la griglia di gara 2 è formata mediante la classifica dei giri veloci ottenuti in gara 1.

#### Sistema di Punteggio
Il punteggio assegnato per ogni gara segue lo schema classico della FIA:
| Posizione | 1° | 2° | 3° | 4° | 5° | 6° | 7° | 8° | 9° | 10° |
| --------- | -- | -- | -- | -- | -- | -- | -- | -- | -- | --- |
| Punti     | 25 | 18 | 15 | 12 | 10 | 8  | 6  | 4  | 2  | 1   |

### Squadre
La prima stagione ha visto la partecipazione di dieci squadre, di cui sette asiatiche, due europee e una statunitense. I team asiatici che hanno aderito sono i cinesi Absolute Racing, BlackArts Racing e Zen Motorsport, Eurasia Motorsport da Hong Kong, MSport Asia dall'India, Super License dal Giappone e Pinnacle Motorsport dalle Filippine. Le squadre europee sono l'italiana SVC Asia e la britannica Hitech, mentre il team Chase Owen Racing proviene dagli Stati Uniti.
Alla 4ª edizione nel 2021 partecipano 7 team, due dei quali europei: Hitech Grand Prix e Pinnacle Motorsport. Ancora presenti il BlackArts Racing Team, vincitore del edizione precedente, e Abu Dhabi Racing by Prema, in più si aggiungono; Evans GP, Motorscape e il team indiano Mumbai Falcons.

## Circuiti
Nella prima stagione della categoria sono stati disputati cinque weekend di gara, per un totale di 15 gare. Due appuntamenti, il primo e l'ultimo, si sono svolti sul Circuito di Sepang, altri due sul nuovo Circuito di Ningbo, in Cina, e il rimanente appuntamento sul Circuito di Shanghai che ospita anche la Formula 1. Nella stagione 2021 a causa della Pandemia di COVID-19 tutte le gare si sono tenute negli Emirati Arabi sui circuiti Dubai Autodrome e Yas Marina. Per la stagione 2023 oltre le gare negli Emirati Arabi si aggiunge una gara in Kuwait.

### Tabella circuiti
| Circuito                           | Presenze | Stagioni di utilizzo |
| ---------------------------------- | -------- | -------------------- |
| Yas Marina                         | 7        | 2020-2023            |
| Dubai Autodrome                    | 6        | 2020-2023            |
| Circuito di Sepang                 | 5        | 2018-2020            |
| Circuito di Shanghai               | 3        | 2018-2019            |
| Circuito di Ningbo                 | 2        | 2018                 |
| Circuito internazionale di Buriram | 2        | 2019-2020            |
| Kuwait Motor Town                  | 2        | 2023                 |
| Circuito di Suzuka                 | 1        | 2019                 |

## Winter Series
Nella stagione 2019 è stata introdotta una Winter Series del campionato, con gli stessi regolamenti della serie principale. La serie viene disputata in alcuni appuntamenti tra gennaio e febbraio, e assegna al vincitore 10 punti validi per la superlicenza FIA.

## Albo d'oro
| Stagione                     | Campione piloti       | Campione team             | Rookie Cup            | Campione masters cup |
| Formula 3 asiatica           | Formula 3 asiatica    | Formula 3 asiatica        | Formula 3 asiatica    | Formula 3 asiatica   |
| ---------------------------- | --------------------- | ------------------------- | --------------------- | -------------------- |
| 2018                         | Raoul Hyman           | Dragon Hitech GP          | Non assegnato         | Yin Hai Tao          |
| 2019                         | Ukyo Sasahara         | Dragon Hitech GP          | Non assegnato         | Paul Wong            |
| 2019-2020                    | Joey Alders           | BlackArts Racing Team     | Non assegnato         | Thomas Luedi         |
| 2021                         | Guanyu Zhou           | Abu Dhabi Racing by Prema | Ayumu Iwasa           | Non assegnato        |
| Formula Regional Asia        |                       |                           |                       |                      |
| 2022                         | Arthur Leclerc        | Mumbai Falcons            | Pepe Martí            | Khaled Al Qubaisi    |
| Formula Regional Middle East |                       |                           |                       |                      |
| 2023                         | Andrea Kimi Antonelli | Mumbai Falcons            | Andrea Kimi Antonelli | Non assegnato        |
| 2024                         | Tuukka Taponen        | R-ace GP                  | Tuukka Taponen        | Non assegnato        |